# 圖像素養
圖像素養（英語：Visual Literacy），又稱圖像識讀能力、視覺素養，指個人對視覺影像的理解及運用能力，特別是對藝術品、電視及電影，擁有分析及鑑賞的能力。如同文字素養有深淺的程度之分，一般基礎的圖像素養指人們能解讀圖畫、圖表、相片、照片、電視等視覺媒體所承載的資訊的能力，以及欣賞繪畫作品、攝影作品、電影的素養；較高一點的層次則是指能運用圖畫、攝影作品，甚至影片來表達自己的思想，以圖像創作來傳達訊息的能力。
20世紀初期開始，視聽媒體快速發展，成為承載資訊、傳播資訊的重要管道，逐漸發展成為一種視覺語言。但許多學者專家指出，必須在中小學課程中即教導正確解讀視覺資訊的觀念，以及有關圖像素養的訓練，使其具有批判性的識讀技巧（Critical Viewing Skills）。
圖像素養與媒體素養及電視素養（Television Literacy）均有密切的關聯，在意義上也有重疊之處。

## 資料來源
- 陳龍，陳一（民93）。論公眾媒介接受中的圖像文化素養。媒介研究，第四期。
- 國立編譯館（1995年）。圖書館學與資訊科學大辭典。台北：漢美圖書有限公司。

## 外部連結
1. ↑  藝術與建築索引典－視覺素養[永久] 於2011年3月31日查閱